# هنر الیافی

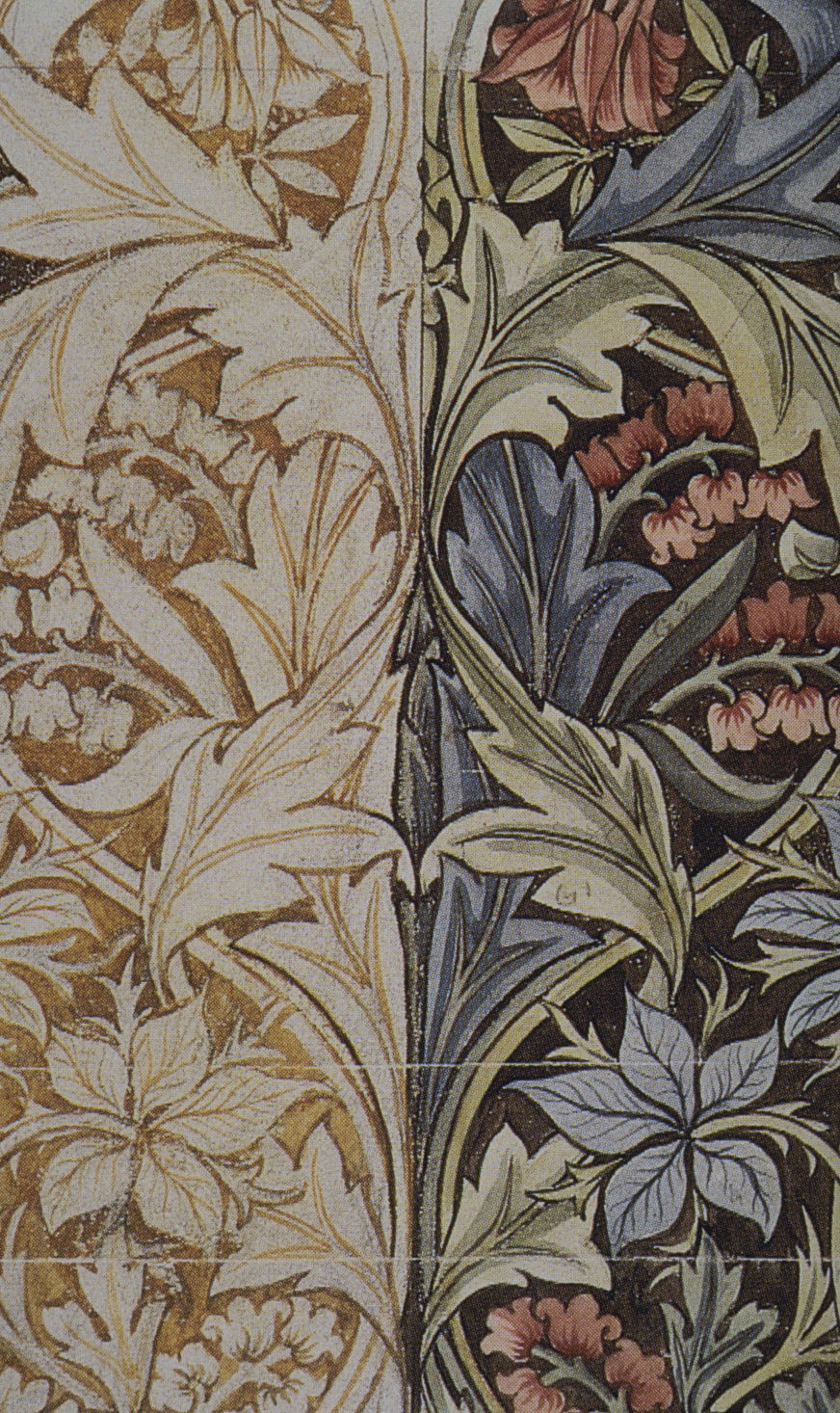
جزئیات طراحی گیاه بلوبل (نوعی گل‌استکانی) یا زبان‌درقفا پارچه هنری چاپی، ۱۸۷۶، توسط ویلیام موریس.

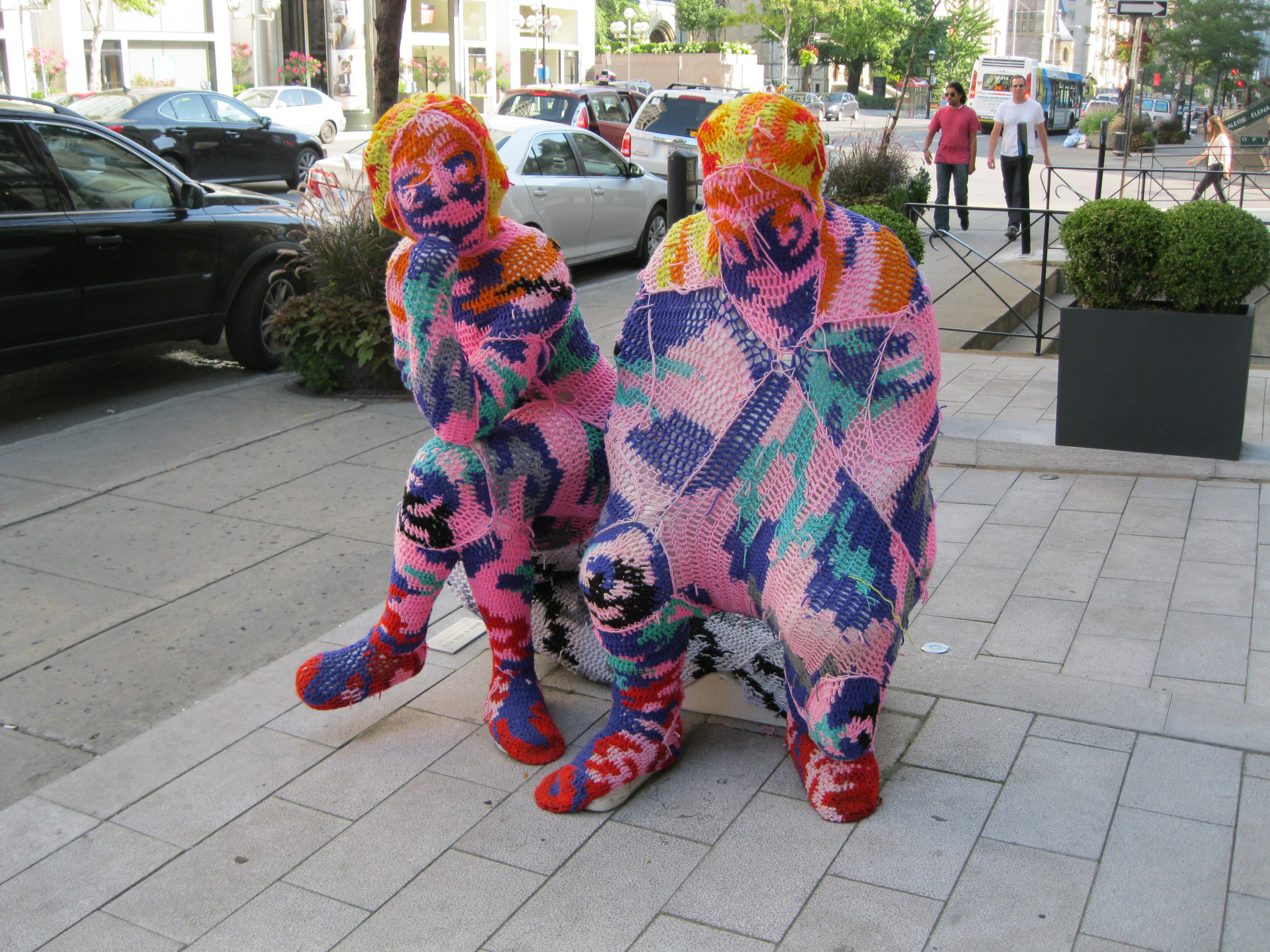
نمونه ای از بمباران نخ در مونترال، ۲۰۰۹، توسط هنرمند فیبر اولک.

هنر الیافی یا هنر فیبر (انگلیسی: Fiber art) به نوعی از هنرهای زیبا اطلاق می‌شود که مواد آن از الیاف طبیعی یا مصنوعی و اجزای دیگر مانند پارچه یا نخ تشکیل شده‌است. این هنر بر مواد و کار یدی هنرمند، به عنوان بخشی از اهمیت آثار، تمرکز دارد و ارزش زیبایی‌شناختی اثر را بر سودمندی آن اولویت می‌دهد.